# Alois Šmíd
Alois Šmíd (1869 Litomyšl – 15. listopadu 1929 Soběslav) byl český knihtiskař, nakladatel a zakladatel firmy Nakladatelství Šmíd a spol..

## Život
Narodil se v roce 1869 v Litomyšli. Jeho otec byl švec. V rodné Litomyšli studoval na tamním gymnáziu a později se vyučil v tamní tiskárně. Po studiích začal pracovat v Přerově, kde se oženil s místní rodačkou Marií Horáčkovou. V roce 1909 přenesl tiskařskou firmu do Soběslavi a v následujícím roce ji otevřel. Rovněž se zapojil do místního spolku Řemeslnická beseda, které se v roce 1913 stal jejím starostou.
Závod byl v roce 1923 přesídlen na veselské předměstí. Alois Šmíd zemřel 15. listopadu 1929 v Soběslavi. Chod firmy byl rozdělen mezi jeho tři syny. Firma úspěšně fungovala až do roku 1948, kdy byla znárodněna a o několik let později zcela zlikvidována.
V roce 2023 byly prostory firmy zrenovovány a začaly plnit úlohu školicího střediska společnosti Banes.